# Hitzefrei

Le Hitzefrei (de l'allemand, composé de « die Hitze », la chaleur, et « frei », libre), est, dans le système éducatif allemand, une coutume par laquelle les élèves sont dispensés de cours lorsque le temps est trop chaud, afin de préserver leur santé. Le Hitzefrei existe aussi, beaucoup plus rarement, comme disposition du droit du travail, dans les entreprises, pour les employés.
Les circonstances dans lesquelles le Hitzefrei est décidé varient d'un Land à l'autre, voire d'un établissement à l'autre.

## Source
- Nikola Obermann, Hitzefrei, Karambolage, 1er juillet 2007.